# Mussaenda caudatiloba
Mussaenda caudatiloba là một loài thực vật có hoa trong họ Thiến thảo. Loài này được D.Fang mô tả khoa học đầu tiên năm 2002.